# Anthrenus heptamerus
Anthrenus heptamerus là một loài bọ cánh cứng trong họ Dermestidae. Loài này được Peyerimhoff miêu tả khoa học năm 1924.